# Dedumoz I.
Džedhotepre Dedumoz I. je bil egipčanski faraon iz drugega vmesnega obdobja Egipta. Po menju egiptologov  Kima Ryholta, Darrella Bakerja, Aidana Dodsona in Dyana Hiltona je spadal v Šestnajsto dinastijo. Egiptologi Jürgen von Beckerath, Thomas Schneider in  Detlef Franke se s tem ne strinjajo in v njem vidijo faraona Trinajste dinastije.

## Dokazi
Dedumoz I. je omenjen na steli, ki so jo julija 1908 odkrili v južnem delu Tel Edfuja. Stela je pripadala faraonovemu sinu in poveljniku Honsuemvasetu (Honsu je v Vasetu). Za Honsuemvaseta ni znano ali je bil resnično Dedumozov sin ali se se je tako samo naslavljal, ker naslov ni bil rezerviran izključno za faraonove sinove.
V Šestnajsti dinastiji je bil še en faraon z imenom Dedumoz: Džedneferre Dedumoz II. Zaradi redkosti imena Dedumoz, bi bil  Džednefere lahko sin Dedumoza I. Za številne artefakte z izpisanim imenom Dedumoz, vendar  brez  priimka, je zdaj težko reči, kateremu Dedumozu so pripadali.  Stela uradnika Harsekherja in Edfuja, na primer, pravi, da je faraonov sin Harsekher, sin faraonovega sina Sobekhotepa, v sorodu s faraonom Dedumozom.  Aidan Dodson in Dyan Hilton slednjega enačita z Dedumozom I.

## Kronološki položaj
Natančno obdobje Dedumozovega vladanja ni znano. Če je spadal v Trinajsto dinastijo, je vladal verjetno okoli leta 1690 pr. n. št. Če je spadal v Šestnajsto dinastijo, je vladal verjetno med 1588 in 1582 pr. n. št., se pravi v zadnjih letih Šestnajste dinastije.  Ryholt je prepričan, da se je soočal z invazijo Hiksov na svoje ouemlje. Napisi z njegovim imenom »Rajev mir je stabilen«, »On, ki prinaša mir« in »On, ki rešuje dve deželi«, kažejo, da je s Hiksi morda sklenil mir.